# Крэбб, Лайонел
Ла́йонел Крэбб (англ. Lionel Crabb; 28 января 1909, Лондон — 19 апреля 1956) — боевой пловец Королевского ВМФ Великобритании и разведывательной службы MI6, пропавший без вести в ходе разведывательной операции против советского крейсера «Орджоникидзе» в 1956 году. Во время визита в Портсмут главы СССР Н. С. Хрущёва и Председателя Совета Министров СССР Н. А. Булганина под крейсер пыталась нырнуть группа английских военных аквалангистов с целью исследовать днище и винты. Через 14 месяцев тело Крэбба было найдено без головы и рук, а через 50 лет советский боевой пловец рассказал журналистам свою версию обстоятельств гибели Крэбба. Материалы данного инцидента продолжают оставаться засекреченными.

## Биография

### Молодость
Лайонел Крэбб родился 28 января 1909 года в Стретеме, юго-западном районе Лондона, в доме № 4 на Грейсвуд-стрит, в небогатой семье Хью Александра Крэбба (англ. Hugh Alexander Crabb) — коммивояжёра, торговавшего фототоварами, и Беатрис Гудолл (англ. Beatrice Goodall). В молодости Лайонел сменил несколько мест работы, пока перед самой войной не вступил добровольцем в резерв королевского флота.

### Вторая мировая война
В начале войны Крэбб был наводчиком. В 1941 году он попал на флот. В 1942 году Крэбба отправили в Гибралтар, где он служил в подразделении по обезвреживанию мин и бомб. Крэбб обезвреживал итальянские магнитные мины, которые вражеские ныряльщики устанавливали на корпуса кораблей союзников. Первоначально работа Крэбба заключалась в обезвреживании уже снятых британскими пловцами мин; позднее Лайонел сам начал учиться нырять и стал одним из ныряльщиков, которые обнаруживали магнитные мины на судах в гавани Гибралтара. Ныряльщики иногда использовали спасательные аппараты Дэвиса, а часто ныряли без какого-либо снаряжения, у британцев не было даже ласт.
8 декабря 1942 года, во время одной из атак, погиб экипаж итальянской управляемой торпеды — лейтенант Визинтини и старшина Магро, вероятно, от взрыва глубинной бомбы. Тела итальянцев были найдены британцами, а их ласты и акваланги стали использовать ныряльщики Сидни Ноулз и Лайонел Крэбб.
За свою службу Крэбб был награждён медалью Георга и представлен к званию лейтенант-коммандера. В 1943 году он стал старшим офицером-ныряльщиком в Северной Италии, где очищал от мин порты Ливорно и Венеции; позднее он стал кавалером Ордена Британской империи. В качестве ныряльщика Крэбб участвовал в расследовании подозрительной смерти польского генерала Владислава Сикорского, самолёт которого, B-24 Liberator, упал недалеко от Гибралтара в 1943 году.
В это время Лайонел получил прозвище Бастер (англ. Buster) в честь американского актёра и пловца Клэренса «Бастера» Крэбба. После окончания войны Лайонела перебазировали в Палестину; там он руководил командой ныряльщиков, которые обезвреживали мины, установленные бойцами подпольной организации «Иргун». После 1947 года Крэбб демобилизовался с военной службы.

### Гражданский водолаз
После демобилизации Крэбб использовал свой опыт ныряльщика для исследования обломков испанского галеона, а также выбора подходящего места для подводного выпускного коллектора научно-исследовательского центра атомного оружия в местечке Олдермастон, но впоследствии вернулся в Королевский флот. Крэбба дважды привлекали для обследования затонувших британских субмарин HMS Truculent в январе 1950 года и HMS Affray в 1951 году — чтобы спасти выживших, однако в обоих случаях никого спасти не удалось. В 1952 году Крэбб женился на Маргарет Элейн Плейер. Они разошлись в 1953 году и развелись ещё примерно через два года.
В 1955 году Крэбб привлёк своего бывшего сослуживца Сидни Ноулз, чтобы исследовать днище и винты советского крейсера класса «Свердлов» и понять природу его превосходной манёвренности. По словам Ноулза, они обнаружили в носовой части крейсера круглые отверстия в корпусе с небольшими гребными винтами, которые выполняли роль подруливающих устройств. В марте 1955 года Крэбб был отправлен на пенсию по возрасту, однако через год был рекрутирован разведывательной службой MI6.

## «Дело Крэбба»

### Исчезновение
MI6 рекрутировало Крэбба в 1956 году, чтобы исследовать дно советского крейсера «Орджоникидзе». В это время на борту крейсера находились глава СССР Н. С. Хрущёв и Н. А. Булганин, совершая дипломатический визит в Портсмут. По версии автора книги «Ловец шпионов» Питера Райта, Крэбб был послан исследовать гребной винт крейсера, о новой конструкции которого хотела знать британская морская разведка. 19 апреля 1956 года Крэбб произвёл погружение в гавани Портсмута и больше его живым никто не видел. Сосед Крэбба по комнате в отеле забрал все его вещи и даже вырвал страницу регистрации постояльцев с именами Крэбба и его напарника. Десять дней спустя, 29 апреля, Британское адмиралтейство объявило об исчезновении Крэбба во время выполнения задания в Портсмуте.
MI6 пробовало скрыть проведение разведывательной операции. 29 апреля, согласно поручению контр-адмирала Инглиса директор подразделения морской разведки Адмиралтейства объявил, что Крэбб пропал без вести во время операции по расследованию аварии секретного подводного аппарата в районе Стоукз-Бэй. Советская сторона ответила заявлением, что команда крейсера «Орджоникидзе» видела боевого пловца около крейсера 19 апреля.
Британские газеты предполагали, что советские спецслужбы захватили Крэбба и увезли в Советский Союз и даже назвалась его новая фамилия — Кораблев. Британский Премьер-министр Энтони Иден, определённо расстроенный фактом проведения MI6 подобной операции без его согласия на территории Великобритании (это было прерогативой контрразведывательной службы MI5), заставил руководителя службы Джона Синклера подать в отставку. Энтони Иден заявил членам парламента, что в общественных интересах необходимо скрыть, при каких обстоятельствах погиб боевой пловец.

### Обнаружение тела
Немногим менее чем через 14 месяцев после исчезновения Крэбба, 9 июня 1957 года, около острова Пилсей Айленд было найдено всплывшее тело в снаряжении боевого пловца. У тела отсутствовали голова и обе руки, что делало опознание невозможным. Бывшая жена Крэбба и его гражданская жена Пэт Роуз не смогли идентифицировать тело, однако Сидней Ноулз показал, что у Крэбба был похожий шрам на левом колене. Следственные органы хотели оставить вопрос открытым, однако коронер объявил, что данных достаточно и найденное тело принадлежит Лайонэлу Крэббу.

### Новые обстоятельства смерти
Спустя 50 лет часть информации об этих событиях была рассекречена. 27 октября 2006 года британский Национальный архив обнародовал документы об операции с крейсером «Орджоникидзе». 9 ноября 2007 года газета The Independent сообщила, что правительство скрывало обстоятельства смерти Крэбба.
16 ноября 2007 года BBC и The Daily Mirror сообщили, что бывший советский боевой пловец Эдуард Кольцов заявил, что он обнаружил Крэбба за установкой магнитной мины на корпус крейсера «Орджоникидзе» около порохового погреба корабля и перерезал ему горло. В своём интервью для документального фильма Кольцов показал кинжал, который он якобы использовал, а также орден Красной Звезды, которым его наградили за уничтожение Крэбба. На момент интервью Кольцову было 74 года и, по его словам, он хотел очистить свою совесть, рассказав, что именно произошло с Крэббом.
Интервью Кольцова также было растиражировано российскими СМИ. Однако расследование, проведённое Александром Хроленко из «Красной звезды», не подтвердило версию о причастности Эдуарда Кольцова к гибели Крэбба из-за несостыковок в рассказе.

## Награды
- Орден Британской империи
- Медаль Георга

## Увековечивание в культуре
- «Дело Крэбба» вдохновило Яна Флеминга на создание романа «Шаровая молния»[16].
- С 2024 года в составе Гибралтарской эскадры[англ.] несёт службу вспомогательный корабль Lionel Crabb класса «Си»[англ.].

## Комментарии
1. ↑  Крейсер «Орджоникидзе» в 1962 году был передан советским правительством Индонезии, где его переименовали в «KRI Irian». Корабль принимал участие в конфликте против Нидерландов за Западную Новую Гвинею. В 1971 году крейсер разрезали на металлолом.